# Philip Everts
Philip Everts (Amsterdam, 22 januari 1938) is Nederlandse (internationaal) jurist, socioloog, polemoloog en vredesactivist. Hij vervulde aan de Rijksuniversiteit Leiden de functie van hoofddocent internationale betrekkingen en buitenlands beleid.

## Wetenschappelijke loopbaan
Everts was van 1970 tot 2003 directeur van het interfacultaire Instituut voor Internationale Studiën (IIS) aan de Universiteit Leiden. Hij studeerde rechten en sociologie aan de Rijksuniversiteit Groningen en speelde ook een belangrijke rol als polemoloog. Everts promoveerde in 1983 aan de Rechtenfaculteit in Leiden op Public opinion, the churches and foreign policy. Studies of domestic factors in Dutch foreign policy. In dit onderzoek richt hij zich op de aard, inhoud en rol van de publieke opinie in de internationale politiek en het buitenlands beleid, in het bijzonder wat betreft de trans-Atlantische betrekkingen en het gebruik van militair geweld.
Philip Everts deed onder meer onderzoek naar de theorie van het vredesonderzoek en de internationale betrekkingen, conflicten in Z.O.Azië,
militair-strategische vraagstukken, de rol van de Verenigde Naties bij vrede en veiligheid, de beïnvloeding, totstandkoming en uitvoering van de buitenlandse politiek van Nederland, binnenlandse aspecten van de buitenlandse politiek en met name daarin de rol van de publieke opinie en de vredesbeweging en democratie en buitenlands beleid in het algemeen.
Everts maakte van 1974-79 en van 1986-2010 deel van de Commissie Vrede en Veiligheid van de Adviesraad Internationale Vraagstukken en voorlopers daarvan.
Hij is voorzitter van de Jury van de Scriptieprijs Vredesvraagstukken en (sinds 1983) lid van de redactie van het polemologisch tijdschrift Vrede en Veiligheid. Tijdschrift voor Internationale Vraagstukken, de voortzetting van Transaktie (zie: polemologie).

## Kerkelijke vredesbeweging

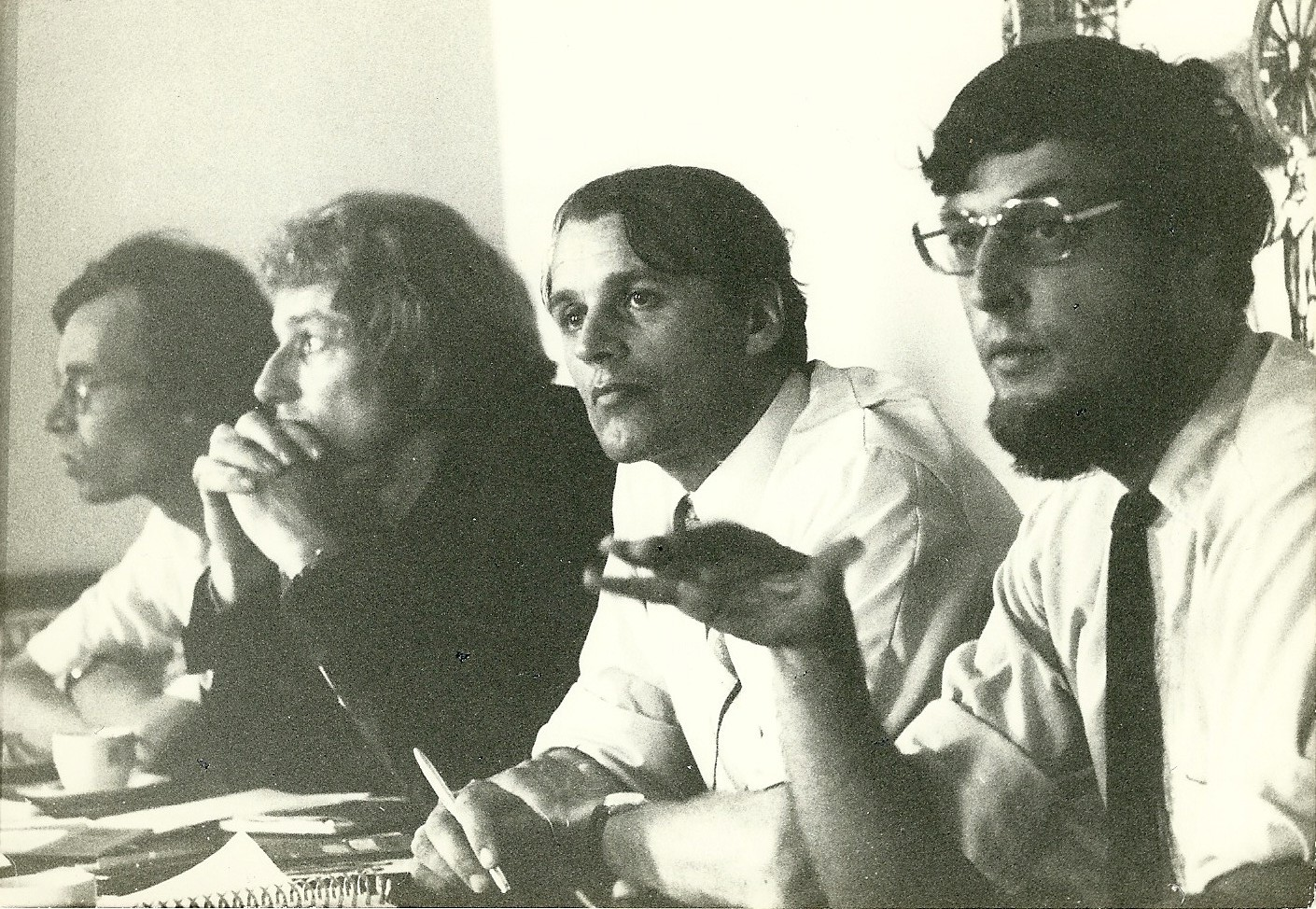
Vredesweek 1977. Everts uiterst rechts

Everts heeft steeds een actieve rol gespeeld in het werk van kerkelijke vredesbeweging. Van 1968 tot 1984 was hij lid van het landelijk Beraad van het Interkerkelijk Vredesberaad. In 1975 was hij kortstondig voorzitter van het IKV. Hij was langdurig lid van de Werkgroep Internationaal van het IKV.
Van 1977 tot 1997 was Everts lid van de Sectie Internationale Zaken van de Raad van Kerken in Nederland en haar Rapporteur
over het probleem van het militarisme (1979), de kernwapenproblematiek (1984) en het Strategic Defence Initiative (SDI) (1986).
Van 1989 tot 1998 was hij voorzitter van de Stichting Vredesopbouw.
Vanaf 2006 is Everts lid van de Raad van Toezicht van IKV Pax Christi.

## Indische brieven
Samen met zijn vrouw Ineke Everts-Kuik, publiceerde hij in 2013 het boek Indische brieven, een bestuursambtenaar in de buitengewesten. Het boek is gebaseerd op de honderden brieven die Bouwe Kuik, ambtenaar bij het Binnenlands Bestuur in Nederlandsch-Indië en diens vrouw Riek Teesselink, in de jaren 1921-1946 schreven naar familieleden in Nederland. Samen bestrijken zij een periode van 25 jaar in de geschiedenis van Nederland en Indië. Bouwe Kuik en Riek Teesselink zijn Everts' schoonouders.

## Een rusteloze geest
In juli 2015 publiceerde hij de biografie Een rusteloze geest van zijn overgrootvader, G.W.S. Lingbeek.